# Garcorops madagascar
Garcorops madagascar is een spinnensoort in de taxonomische indeling van de Selenopidae.
Het dier behoort tot het geslacht Garcorops. De wetenschappelijke naam van de soort werd voor het eerst geldig gepubliceerd in 2003 door J. A. Corronca.